# Tigeciclina
Tigeciclina é o primeiro de uma nova família de antibacterianos de amplo espectro, as glicilciclinas.

## Farmacologia
Este antibiótico é o primeiro disponível em clínica da nova família de antibióticos glicilciclinas. Estruturalmente é similar às tetraciclinas. Apresenta um esqueleto central de quatro anéis carbocíclicos, derivando directamente da minociclina. Tigeciclina tem uma substituição na posição D-9 que lhe confiere um amplo espectro de atividade. Inibe a síntese proteica por união à subunidade do ribossomo bacteriano 30S e é bacteriostático.

## Indicações
É activo contra bactérias Gram-negativas, Gram-positivas e anaerobios - incluindo actividade contra Staphylococcus aureus meticilin resistente (MRSA). Não tem atividade contra Pseudomonas spp. , Proteus spp ou Providencia spp. As indicações permitidas são infecções de pele e tecidos macios complicadas e infecções intrabdominais complicadas.

## Dosagem
Administra-se em infusão intravenosa lenta (30 a 60 minutos) diluído em solução salina ao 0.9 % de 100ml. uma primeira dose de 100 mg, seguido de 50 mg a cada 12 horas posteriormente. Não necessita ajustar dose em caso de insuficiência renal, visto que a droga não é retirada por processos dialíticos. Entretanto, nos pacientes com insuficiência hepática moderada a grave, a dose de manutenção deve ser reduzida à metade. Só indicado em idade adulta. Não está disponível a via oral.

## Efeitos secundários
Os efeitos secundários mais comuns são diarreia, náuseas e vómitos. As náuseas e vómitos são de leves a moderados, ocorrem durante os dois primeiros dias. Outros efeitos secundários são dor no local da punção, inchaço e irritação, variações na frequência cardíaca. Compartilha com as tetraciclinas a presença de fotosensibilidade. deve-se evitar durante a gravidez e a infância, devido a seus efeitos sobre dentes e ossos. Com outros antibióticos, compartilha a maior suceptibilidade ao desenvolvimento de supercrescimento bacteriano e deslocação da flora bacteriana habitual.